# Michele Serena
Michele Serena (Venecia, provincia de Venecia, Italia, 10 de marzo de 1970) es un exfutbolista y director técnico italiano. Se desempeñaba en la posición de defensa.

## Selección nacional
Fue internacional con la selección de fútbol de Italia en una ocasión. Debutó el 5 de septiembre de 1998, en un encuentro ante la selección de Gales que finalizó con marcador de 2-0 a favor de los italianos.

## Clubes

### Como futbolista
| Club                | País   | Año       |
| ------------------- | ------ | --------- |
| Calcio Mestre       | Italia | 1986-1987 |
| Venezia F. C.       | Italia | 1987-1989 |
| Juventus F. C.      | Italia | 1989-1990 |
| A. C. Monza         | Italia | 1990-1991 |
| Hellas Verona       | Italia | 1991-1992 |
| U. C. Sampdoria     | Italia | 1992-1995 |
| A. C. F. Fiorentina | Italia | 1995-1998 |
| Atlético de Madrid  | España | 1998-1999 |
| Parma F. C.         | Italia | 1999-2000 |
| Inter de Milán      | Italia | 2000-2003 |

### Como entrenador
| Club           | País   | Año       |
| -------------- | ------ | --------- |
| Venezia F. C.  | Italia | 2008-2009 |
| Mantova F. C.  | Italia | 2009-2010 |
| U. S. Grosseto | Italia | 2011      |
| Spezia Calcio  | Italia | 2011-2013 |
| Calcio Padova  | Italia | 2014      |
| Venezia F. C.  | Italia | 2014-2015 |
| FeralpiSalò    | Italia | 2015      |

## Palmarés

### Como futbolista

#### Campeonatos nacionales
| Título               | Club                | País   | Año     |
| -------------------- | ------------------- | ------ | ------- |
| Copa Italia          | Juventus F. C.      | Italia | 1989-90 |
| Copa Italia Lega Pro | A. C. Monza         | Italia | 1990-91 |
| Copa Italia          | U. C. Sampdoria     | Italia | 1993-94 |
| Copa Italia          | A. C. F. Fiorentina | Italia | 1995-96 |
| Supercopa de Italia  | A. C. F. Fiorentina | Italia | 1996    |
| Supercopa de Italia  | Parma F. C.         | Italia | 1999    |

#### Copas internacionales
| Título          | Club           | País   | Año     |
| --------------- | -------------- | ------ | ------- |
| Copa de la UEFA | Juventus F. C. | Italia | 1989-90 |

### Como entrenador

#### Campeonatos nacionales
| Título                   | Club          | País   | Año     |
| ------------------------ | ------------- | ------ | ------- |
| Lega Pro Prima Divisione | Spezia Calcio | Italia | 2011-12 |
| Copa Italia Lega Pro     | Spezia Calcio | Italia | 2011-12 |
| Supercopa de la Lega Pro | Spezia Calcio | Italia | 2012    |